# 존 카서
존 커시어(John Kassir, 1957년 10월 24일 ~ )는 미국의 배우이다.

## 출연 작품
- 앤드 덴 데어 워즈 이브 (2017)
- 이모티: 더 무비 (2017)
- 슈퍼배드 3 (2017)
- 스머더드 (2016)
- 피터와 드래곤 (2016)
- 마이펫의 이중생활 (2016)
- 개구쟁이 스머프 2 (2013)
- 잭 더 자이언트 킬러 (2013)
- 모킹버드 레인 (2012)
- 도너 패스 (2012)
- 몬스터 맥스 (2011)
- 퍼스트 플래툰 (2011)
- 낫씽 스페셜 (2010)
- 쿵푸 팬더: 기막힌 전설 (2010)
- 윗치 마운틴 (2009)
- 채널 (2008)
- 아프로 사무라이 (2007)
- 리퍼 매드니스 - 영화 뮤지컬 (2005)
- 아바타: 아앙의 전설 (2005)
- 사커 독 2 - 유럽컵 (2004)
- 조지 오브 정글 2 (2003)
- 쏜베리의 가족 탐험대 - 극장판 (2002)
- 리투얼 (2001)
- 더 글래스 자 (1999)
- 로켓 파워 (1999)
- 피블의 모험 3 (1998)
- 슈퍼 히어로 (1997)
- 캘리포니아 여자 (1996)
- 크리프트 스토리 - 뱀파이어와의 정사 (1996)
- 스파이 하드 (1996)
- 꼬마 유령 캐스퍼 (1995)
- 포카혼타스 (1995)
- 프렌즈 (1994)
- 심슨 가족 (1989)